# Trevignano
Trevignano är en kommun i provinsen Treviso i regionen Veneto i Italien. Kommunen hade 10 816 invånare (2018).